# Эшкрофт, Джон Дэвид
Джон Эшкрофт (англ. John Ashcroft; настоящее имя — Джон Дэвид Эшкрофт (John David Ashcroft ), род. 9 мая 1942) — американский политический и государственный деятель, юрист, член Республиканской партии. В разное время он занимал посты губернатора штата Миссури и сенатора от этого же штата. Генеральный прокурор США в период президентства Джорджа Буша с 2001 по 2005 год.

## Биография
Родился 9 мая 1942 года в Чикаго, Иллинойс, но вырос в Спрингфилде, Миссури, где посещал публичную школу. Позже он поступил в Йельский университет, который он окончил в 1964 году. Он получил степень доктора юриспруденции в Университете Чикаго в 1967 году.

## Политическая карьера
Публичная карьера Джона Эшкрофта началась в 1972 году, когда он попытался баллотироваться в Конгресс от юго-западного Миссури, но проиграл праймериз другому кандидату от республиканцев. В 1973 году он был назначен Аудитором штата Миссури.
В 1974 году он был приглашён на должность помощника прокурора штата Миссури Джека Данфорта (Jack Danforth). После избрания Данфорта в сенат в 1976 году Эшкрофт был избран прокурором штата и переизбран на этот пост в 1980 году.
В 1984 Джон Эшкрофт был избран губернатором штата Миссури и успешно переизбран на этот пост в 1988 году, став первым (и на сегодняшний день единственным) губернатором-республиканцем, который избирался бы на этот пост два раза подряд. Во время второго срока с 1991 по 1992 год, Эшкрофт являлся председателем Национальной Ассоциации Губернаторов США (National Governors Association).
В 1994 году Эшкрофт сменил в очередной раз Джека Данфорта, после своего избрания в сенат вместо ушедшего в отставку предшественника. Эшкрофт победил, набрав 60 % голосов и обойдя своего соперника от демократической партии Алана Уита.
В 1998 году Эшкрофт заявляет о намерении побороться за кресло Президента США, но 5 января отказывается от этого, так как собирается бороться за переизбрание в сенат в 2000 году.
Во время второй кампании по избранию в сенат, происходит парадоксальное событие. Его противник от демократической партии Мел Карнахан, который являлся губернатором штата, погибает в авиакатастрофе за две недели до выборов. Так как закон Миссури не разрешает убирать кандидата из списка, даже в случае смерти, то Мел Карнахан остаётся там и выигрывает выборы — место в сенате занимает его вдова.
В декабре 2000 года, после победы на выборах президента США, Джордж Буш объявил о назначении Джона Эшкрофта 79-м генеральным прокурором страны. Эшкрофт вступил в обязанности генпрокурора в январе 2001 года и ушёл с поста в феврале 2005.
После своего переизбрания в 2004 году на второй срок Джордж Буш был вынужден принять отставку Эшкрофта (тот написал заявление в ноябре 2004) и назначить на его место Альберто Гонсалеса.
Официальная версия говорит, что причиной отставки было плохое здоровье генерального прокурора, который в марте 2004 года перенёс приступ панкреатита. Тем не менее, пресса была уверена, что так Джордж Буш избавляется от наиболее противоречивых фигур своего кабинета, к которым относился и Эшкрофт, автор знаменитого «Патриотического акта».
В то же самое время Джордж Буш высоко оценил работу Эшкрофта на посту Генерального прокурора, отметив, что ему пришлось работать в «трудные времена» (имеются в виду события 11 сентября).

## Лоббист и консультант
После ухода в отставку Эшкрофт открыл компанию The Ashcroft Group, LLC осенью 2005 года, которая занялась консультированием и лоббированием в оборонной промышленности. Среди клиентов Эшкрофта такие компании, как израильский концерн «Авиационная промышленность», Oracle Corporation и другие.

## Интересные факты
Уже будучи в отставке с поста Генерального прокурора, Джон Эшкрофт заявил: «что жёсткие методы допроса подозреваемых приносят пользу и обеспечивают защиту страны».
Джон Эшкрофт является сыном пастора пятидесятнической церкви. Не пьёт, не курит, обладает баритоном и входит в квартет «Поющие сенаторы».
В ноябре 2003 года коалиция американских правозащитников потребовала отставки генерального прокурора, мотивируя это тем, что под предлогом борьбы с терроризмом в США нарушаются права граждан.
В США Генеральный прокурор также возглавляет министерство юстиции.
Как «предварительно определили» создатели Шнобелевской премии в журнале «Анналы невероятных исследований», Джон Эшкрофт изображён на произведении «Музея плохого искусства» «Джордж на ночном горшке воскресным днём».